# Marcos Antônio Candido Ferreira Júnior
Marcos Antônio Candido Ferreira Júnior, mais conhecido como Marcos Júnior (Rio de Janeiro, 13 de maio de 1995), é um futebolista brasileiro que atua como volante. Atualmente atua no Rio Branco-ES.

## Carreira

### Início
Começou a sua carreira nas categorias de base do Bangu em 2014, onde permaneceu até o ano seguinte.

### Bonsucesso
Em 2015, assinou com o Bonsucesso, se tornando assim o seu primeiro clube profissional. Estreou na derrota contra o Resende pela Copa Rio. 
Marcos Júnior foi um dos destaques do rubro-anil no Campeonato Carioca de 2015.

### Volta Redonda
Após ser especulado no Macaé, em 2016 fechou com o Volta Redonda para a disputa da Série D. Estreou com a camisa do voltaço na partida contra a Desportiva, que terminou com o empate de 0 a 0. Após a estreia, Marcos Júnior logo conseguiu a titularidade no Volta Redonda, e na partida contra o Goianésia, marcou o seu primeiro gol pelo clube. Ao longo do campeonato continuou sendo titular absoluto e marcou mais três gols, sendo dois deles no jogo do título contra o CSA, quando o voltaço goleou a equipe alagoana pelo placar de 4 a 0. Marcos Júnior foi um dos pilares da equipe na conquista do inédito título da Série D do Campeonato Brasileiro.

### América de Natal
No ano de 2017, acertou com o time potiguar para a disputa da Série D, da Copa do Nordeste, do Campeonato Potiguar e da Copa do Brasil. Ao todo foram 31 partidas jogadas e quatro gols marcados.

### Retorno ao Bangu
Em 2018, Marcos Júnior retornou ao clube em que foi revelado para a disputa do Carioca.

### ABC
No dia 2 de abril de 2018, acertou com o ABC para a disputa da Copa do Nordeste e da Série C.

### Paysandu
Ainda no mesmo ano, Marcos Júnior foi emprestado ao Paysandu. Na passagem pelo Papão, Marcos Júnior foi pouco utilizado, disputando apenas quatro jogos.

### Novo Retorno ao Bangu
Para a disputa do Campeonato Carioca de 2019, Marcos Júnior retornou ao Bangu. No jogo contra o Vasco em São Januário, já nos acréscimos, Marcos Júnior marcou o gol da virada do alvirrubro, e que foi o gol da classificação do Bangu para as semifinais da Taça Rio. Marcos Júnior foi um dos destaques da bela campanha do alvirrubro na competição, e esteve presente entre os 11 jogadores da seleção do campeonato, despertando assim o interesse de grandes equipes.

### Vasco da Gama
No dia 16 de abril de 2019, o volante acertou com a equipe cruzmaltina para a disputa do Campeonato Brasileiro. Sua estreia ocorreu no empate por 1 a 1 diante do Fortaleza, em partida válida pelo Brasileirão. Já no dia 11 de agosto, Marcos Júnior marcou o seu primeiro gol com a camisa do Vasco, na vitória por 1 a 0 sobre o Goiás. No jogo contra o Atlético-MG, pela 21ª rodada do Campeonato Brasileiro, Marcos Júnior marcou aos 49 do segundo tempo o gol da vitória do Vasco por 2 a 1 de virada. Pela 34ª rodada do Brasileirão, no clássico diante do Flamengo, Marcos Júnior marcou o terceiro gol do cruzmaltino na partida, que terminou empatada em 4 a 4.

### Remo
No dia 24 de Junho de 2021, Marcos Júnior assinou com o Leão Azul para a disputa da Série B de 2021.

## Estatísticas
- Atualizado até 24 de junho de 2021.

| Clube             | Temporada         | Campeonato Nacional | Campeonato Nacional | Campeonato Nacional | Copa Nacional | Copa Nacional | Competições Continentais | Competições Continentais | Outros Torneios | Outros Torneios | Total | Total |
| Clube             | Temporada         | Divisão             | Jogos               | Gols                | Jogos         | Gols          | Jogos                    | Gols                     | Jogos           | Gols            | Jogos | Gols  |
| ----------------- | ----------------- | ------------------- | ------------------- | ------------------- | ------------- | ------------- | ------------------------ | ------------------------ | --------------- | --------------- | ----- | ----- |
| Bonsucesso        | 2015              | –                   | –                   | –                   | –             | –             | –                        | –                        | 5               | 0               | 5     | 0     |
| Bonsucesso        | 2016              | –                   | –                   | –                   | –             | –             | –                        | –                        | 14              | 0               | 14    | 0     |
| Bonsucesso        | Total             | Total               | 0                   | 0                   | 5             | 0             | –                        | –                        | 14              | 0               | 19    | 0     |
| Volta Redonda     | 2016              | Série D             | 14                  | 4                   | 0             | 0             | –                        | –                        | 0               | 0               | 14    | 4     |
| América de Natal  | 2017              | Série D             | 12                  | 0                   | 7             | 2             | –                        | –                        | 12              | 2               | 30    | 4     |
| Bangu             | 2018              | –                   | –                   | –                   | 0             | 0             | –                        | –                        | 12              | 1               | 12    | 1     |
| ABC               | 2018              | Série C             | 14                  | 1                   | 3             | 1             | –                        | –                        | 0               | 0               | 17    | 2     |
| Paysandu (emp.)   | 2018              | Série B             | 4                   | 0                   | 0             | 0             | –                        | –                        | 0               | 0               | 4     | 0     |
| Bangu             | 2019              | –                   | –                   | –                   | 0             | 0             | –                        | –                        | 13              | 1               | 12    | 1     |
| Vasco             | 2019              | Série A             | 27                  | 3                   | –             | –             | –                        | –                        | –               | –               | 27    | 3     |
| Vasco             | 2020              | Série A             | 21                  | 0                   | 4             | 0             | 6                        | 0                        | 8               | 0               | 39    | 0     |
| Vasco             | Total             | Total               | 48                  | 3                   | 4             | 0             | 6                        | 0                        | 8               | 0               | 66    | 3     |
| Total na Carreira | Total na Carreira | Total na Carreira   | 93                  | 8                   | 19            | 3             | 6                        | 0                        | 59              | 4               | 176   | 15    |

1. ↑  5 Aparições na Copa Rio
2. 1 2 3  13 Aparições no Campeonato Carioca
3. ↑  6 aparições na Copa do Nordeste, 1 aparição na Copa do Brasil
4. ↑  12 Aparições no Campeonato Potiguar
5. ↑  3 Aparições na Copa do Nordeste
6. ↑  6 aparições na Copa Sul-Americana

## Títulos
Volta Redonda
- Campeonato Brasileiro - Série D: 2016
- Campeonato Brasileiro - Série C: 2024

## Prêmios individuais
- Seleção do Campeonato Carioca: 2019[16]